# Municipio de Garrett
El municipio de Garrett (en inglés: Garrett Township) es un municipio ubicado en el condado de Douglas en el estado estadounidense de Illinois. En el año 2010 tenía una población de 1441 habitantes y una densidad poblacional de 10,63 personas por km².

## Geografía
El municipio de Garrett se encuentra ubicado en las coordenadas 39°49′34″N 88°24′47″O / 39.82611, -88.41306. Según la Oficina del Censo de los Estados Unidos, el municipio tiene una superficie total de 135.6 km², de la cual 135,27 km² corresponden a tierra firme y (0,24 %) 0,33 km² es agua.

## Demografía
Según el censo de 2010, había 1441 personas residiendo en el municipio de Garrett. La densidad de población era de 10,63 hab./km². De los 1441 habitantes, el municipio de Garrett estaba compuesto por el 98,68 % blancos, el 0,21 % eran afroamericanos, el 0,21 % eran amerindios, el 0,14 % eran asiáticos, el 0,14 % eran de otras razas y el 0,62 % eran de una mezcla de razas. Del total de la población el 1,32 % eran hispanos o latinos de cualquier raza.